# DirectPlay
DirectPlay – komponent pakietu DirectX stworzonego przez Microsoft. Zawiera implementację przesyłania pakietów protokołem TCP/IP. Wykorzystywana głównie w grach i innych aplikacjach sieciowych. W innych przypadkach rozwiązuje także konflikty sieciowe.

## Interfejsy COM
DirectPlay składa się z następujących interfejsów:
- IDirectPlay8Server - dodaje funkcjonalność serwera
- IDirectPlay8Client - dodaje funkcjonalność klienta
- IDirectPlay8Peer - dodaje funkcjonalność sieci peer-to-peer.

## DirectPlay Voice
DirectPlay Voice umożliwia komunikację sieciową dla gier wieloosobowych. Pozwala na nagrywanie i wysyłanie dźwięków przez sieć, jak i wysyłanie tekstu.

## Aktualnie
Teraz DirectPlay został odseparowany od DirectPlay Voice i została usunięta funkcja obsługi NAT. Ta zmiana nastąpiła w systemie Windows Vista.